# KZ-Außenlager Walldorf

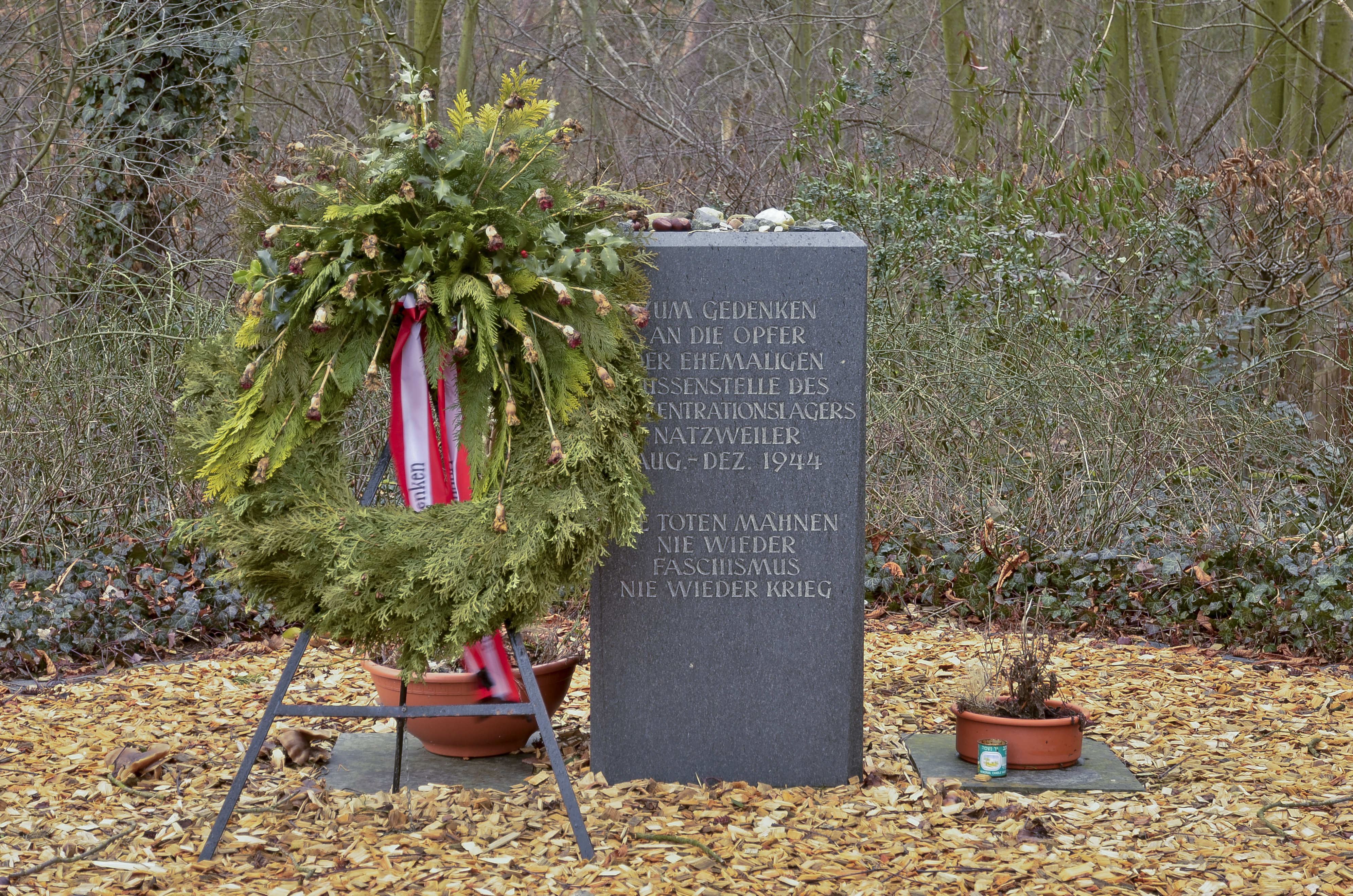
Denkmal zur Erinnerung an die Opfer des KZ-Außenlagers

Das KZ Walldorf war ein KZ-Außenlager in Walldorf (Hessen), jetzt Stadtteil von Mörfelden-Walldorf. Es handelte sich um ein Außenlager des Konzentrationslagers Natzweiler-Struthof im Elsass und bestand vom 23. August bis 24. November 1944. Dieses Konzentrationslager war Teil der sogenannten Endlösung für ungarische Juden nach der Besetzung des Landes am 19. März 1944 und der nachfolgenden Deportationen. Die KZ-Häftlinge leisteten Zwangsarbeit am Flug- und Luftschiffhafen Rhein-Main, dem heutigen Flughafen Frankfurt. Diese Arbeiten am Flugplatz (Bauvorhaben Rhein-Main ME 163 B) waren als „kriegsentscheidend“ eingestuft worden.

## Errichtung und Häftlinge

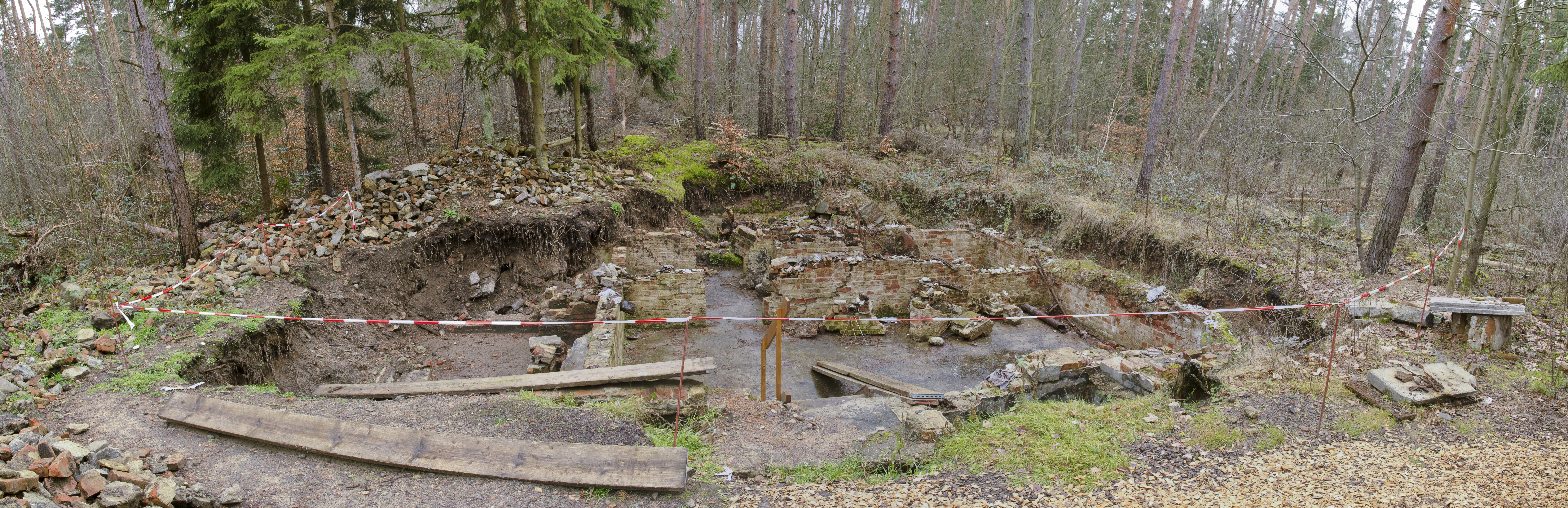
Reste der Küchenbaracke

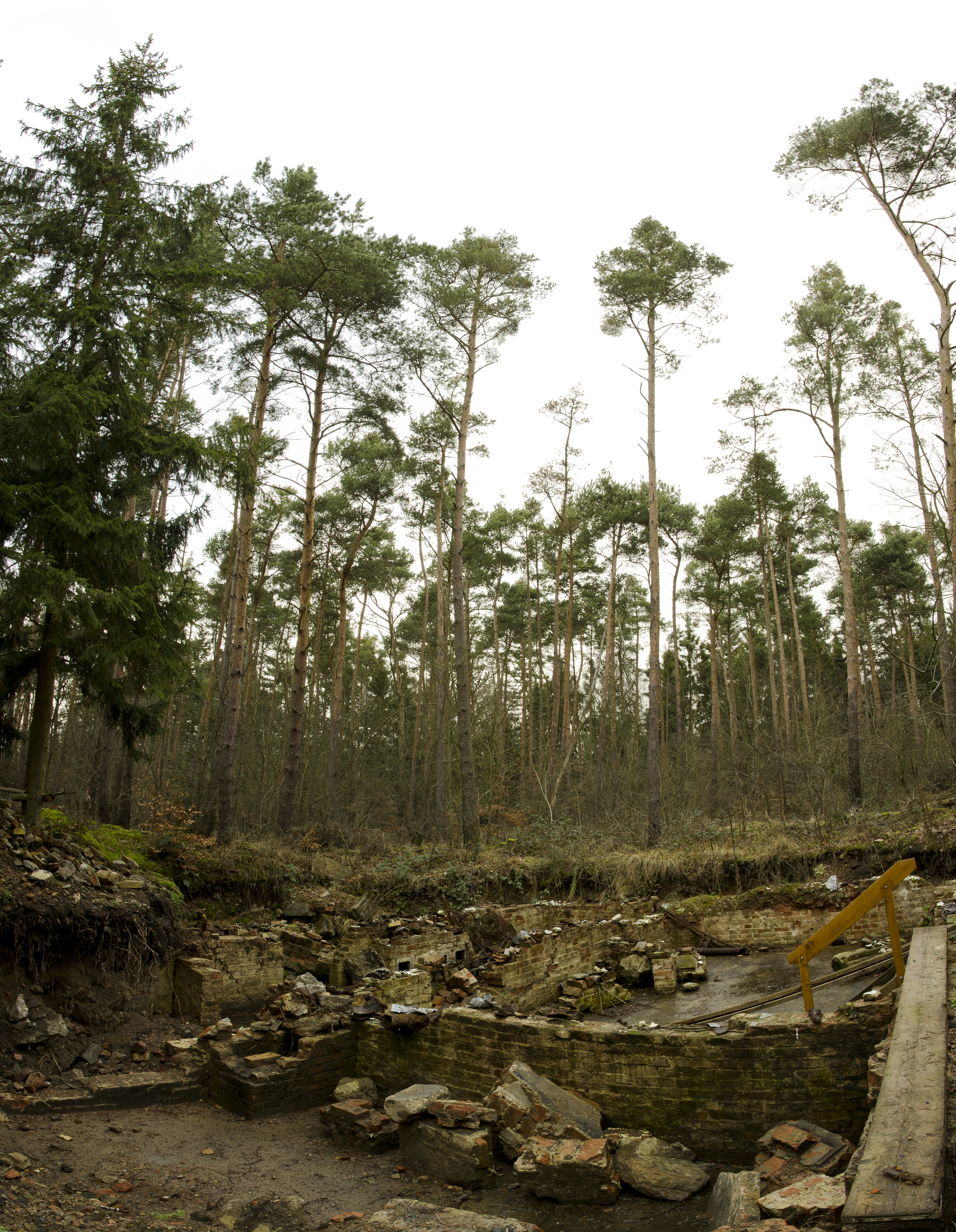
Ehemaliger Keller der Küchenbaracke

Russische Kriegsgefangene mussten bereits vor der Einrichtung der Anlage als Zwangsarbeiter einige Bäume roden.
In Walldorf bestand zunächst ein Lager des Reichsarbeitsdienst (RAD). Dessen Angehörige beteiligten sich am Bau der Autobahn zwischen Frankfurt und Darmstadt. Dieser Straßenabschnitt wurde am 19. Mai 1935 eröffnet. Am 2. November 1943 kam ein Arbeitskommando des Straflagers Rodgau I ins Lager. Im Strafgefangenenlager Rodgau-Dieburg waren politische Gegner des NS-Regimes inhaftiert. Die 95 Gefangenen hatten Arbeiten für die Hochtief AG zu verrichten. Ob diese 95 Arbeitskräfte deutscher oder ausländischer Herkunft waren, ist unklar. Beendet wurde der Einsatz am 26. März 1945.
Nachdem in Ungarn am 23. März 1944 eine neue Regierung unter Ministerpräsident Döme Sztójay gebildet wurde, wurden die jüdischen Ungarn innerhalb kürzester Zeit konstitutionell vollständig entrechtet. Am 16. April begann die Ghettoisierung, elf Tage später unter der Leitung von Adolf Eichmann am 27. April die massenhaften Deportationen nach Auschwitz. Ab dem 15. Mai kamen täglich mehr als 10.000 Menschen vornehmlich ins KZ Auschwitz-Birkenau, wo die Mehrheit sofort vergast wurde.
Dort inhaftierte ungarische Jüdinnen kamen direkt aus dem KZ nach Walldorf und entgingen nur knapp der Selektion. Die dort internierten 1700 jungen Mädchen und Frauen im Alter von 14 bis 46 Jahren wurden von der Organisation Todt (OT) beim Reichssicherheitshauptamt angefordert und mussten Zwangsarbeit auf der Baustelle der Firma Züblin am Flughafen Frankfurt Main verrichten. Die deportierten Jüdinnen waren ausschließlich für die OT vorgesehen. Am 29. April 1944 wurde Ministerialdirektor Franz Xaver Dorsch auf Weisung Albert Speers Chef und Organisator der OT und damit der maßgeblich Verantwortliche für den Einsatz der Zwangsarbeiter im gesamten Reichsgebiet; letztendlich damit auch für den Einsatz der jüdischen Frauen in Walldorf.
Das Lager bestand aus sechs Unterkunfts- und einer Waschbaracke. Diese bestanden aus Holz und waren einstöckig. Sie waren zwischen 45 und 50 Meter lang. Die Frauen mussten in dreistöckigen Holzpritschen schlafen, je 30–40 teilten sich einen Schlafraum. Umzäunt war das Lagergelände mit Stacheldraht, zudem gab es Wachtürme. Neben den Baracken gab es auch einen Steinbau, die Küchenbaracke, in dem der „Folterkeller“ untergebracht war. In diesem wurden die Frauen wegen vorgeblicher Verfehlungen schwer misshandelt. Einige wurden dort zu Tode geprügelt oder verstarben aufgrund der dort erlittenen Verletzungen. Im Lager existierte ein Krankenrevier (Krankenbaracke). Die Unterkünfte der Wachmannschaften lagen dem Lager gegenüber. Der Lagerkomplex lag am Ortsrand.

## Zwangsarbeit und Haftbedingungen
Für die gesamte Verwaltung und Abrechnung mit der Firma Züblin war die Kommandantur des Stammlagers Natzweiler direkt zuständig.
Für die Verpflegung war die Firma Züblin verantwortlich. Dazu die Aussage eines Luftwaffenangehörigen, der damals im Lager war, aus dem Jahre 1978: „Nach meiner Kenntnis war die Verpflegung im Verhältnis zur anstrengenden körperlichen Arbeit völlig unzureichend. Sie bekamen meistens nur dünne 'Wassersuppe' … Ich habe zwar keine Tötungen miterlebt, weiß aber, dass Häftlinge an Unterernährung gestorben sind.“
Die Arbeiten und die Bewachung leitete die OT (Einsatzgruppe V, Heidelberg) mit zugeteiltem SS-Personal. In dieser Zeit mussten die beiden Organisationen – SS und OT – ständig wehrfähige Männer für die Kriegsführung freistellen. Fehlende Wachen waren eine der „größten Sorgen“ des Lagerleiters. Später wurden zusätzlich am Flughafen stationierte Wehrmachtsangehörige eingesetzt.
Die unmenschlichen Haftbedingungen waren nicht nur Auswüchse eines persönlichen Sadismus der Wachleute, sondern auch Bestandteil und gewolltes Mittel für das gesamte System.
Über die Arbeit und das Verhalten von Aufsehern im Lager Walldorf berichtete die Überlebende Susanne Farkas 1978 in einem Brief: „Nach unserer Ankunft haben wir zuerst auf einem militärischen Flugplatz das Gelände mit Grastafeln auslegen müssen, dann arbeiteten wir beim Ausladen von Waggons, Baumfällen und Aufstapeln. Die langen Baumstämme mussten wir auf eigenen Schultern große Entfernungen tragen – letzteres geschah, wenn das Wetter schlecht war und die Pferde geschont wurden. … Während der Arbeit war das sogenannte "Klavierspielen" in "Mode". Das bestand daraus, dass dem sich nach schwerer Last bückenden Gefangenen mit einem Stock auf den gestrafften Rücken gehauen wurde. Besonders grausam machte das ein 20 jähriger SS (Wachmann) mit Genuss.“
Die Überlebende Hanna S. berichtete in einem Brief ebenfalls von ihrer Haft: „Wir haben im Wald gearbeitet, es war Winter und eine Menge Schnee. Ich hatte keine guten Schuhe. Niemand von uns hatte welche. Wir gingen zurück zum Lager. Ich hatte Holzschuhe an, der Schnee blieb daran hängen, so dass es für mich schwer war zu gehen. … Meine Füße begannen zu bluten und entzündeten sich. Es war Routine, dass wir uns bei unserer Rückkehr im Lager stets als erstes aufstellen mussten, um gezählt zu werden. Die Deutschen erwarteten, dass wir aufrecht stehen. Mit den Entzündungen an meinen Füßen aber war es schwer überhaupt zu stehen. Die Wachen zogen mich aus der Reihe heraus und warfen mich zu Boden. Sie schlugen mich und gaben mir Fußtritte. Ich war dadurch schwer verletzt, – physisch und psychisch. Ich hoffte, dass ich sterbe würde. Das ist nur eine Episode aus dem Leben im Lager Walldorf nahe Frankfurt am Main.“
Aus Dokumenten der Lagerleitung geht hervor, dass die reine Arbeitszeit auf zehn Stunden täglich festgesetzt wurde. An Sams- und Sonntagen wurde ebenfalls gearbeitet und zusätzlich Pausen ausgespart.
Die Arbeiten erstrecken sich auf Rollbahntrassen-, Gleis-, Tankanlagen- und Wasserleitungsbau. Kabellegen, Tarnungen, Planierungen, Güterzugentladungen und Lagerarbeiten. Wenige Häftlinge wurden auch außerhalb eingesetzt. Auch bei Strom- und Wasserausfall musste gearbeitet werden, wie auch zuvor, als es dieses noch nicht gab. Die Häftlinge hatten teilweise nicht einmal Schuhe oder Material, diese zu reparieren. Der Flugplatz war häufiges Bombenziel der Alliierten.
Etwa 50 Frauen überlebten die viermonatige Lagerzeit nicht. Von den restlichen Frauen überlebten nur etwa 300 die weitere Deportation. Sie wurden nach der Auflösung des Lagers am 24. November 1944 in das KZ Ravensbrück deportiert.
Das Lager findet sich im Catalogue of Camps and Prisons (CCP). Das Strafgefangenenlager Rodgau-Dieburg hatte im Lager Walldorf ab dem 2. November 1943 zusätzlich ein Arbeitskommando mit 95 Strafgefangenen für die Firma Hochtief AG eingesetzt.

## Nach Kriegsende

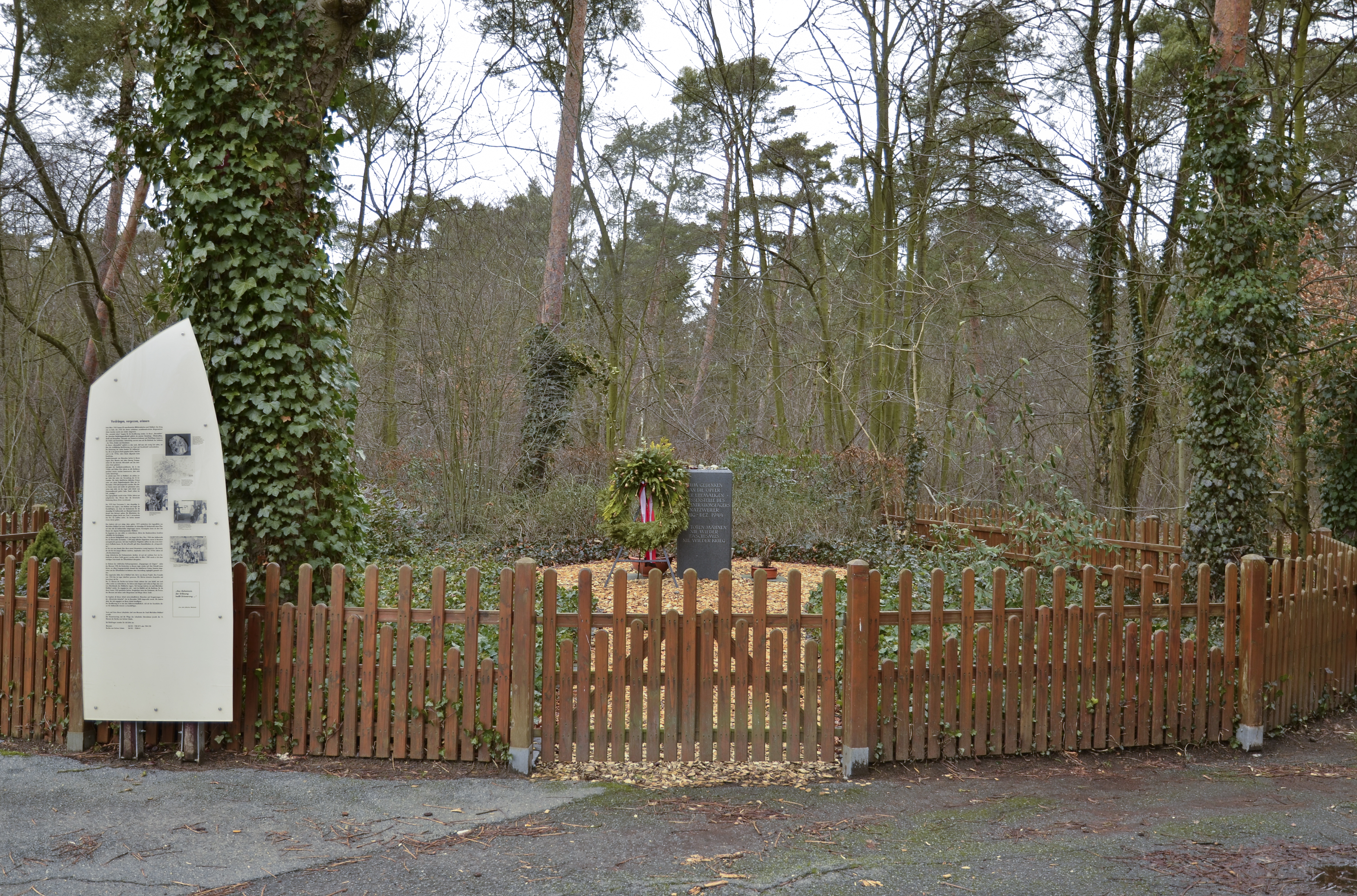
Das Denkmal

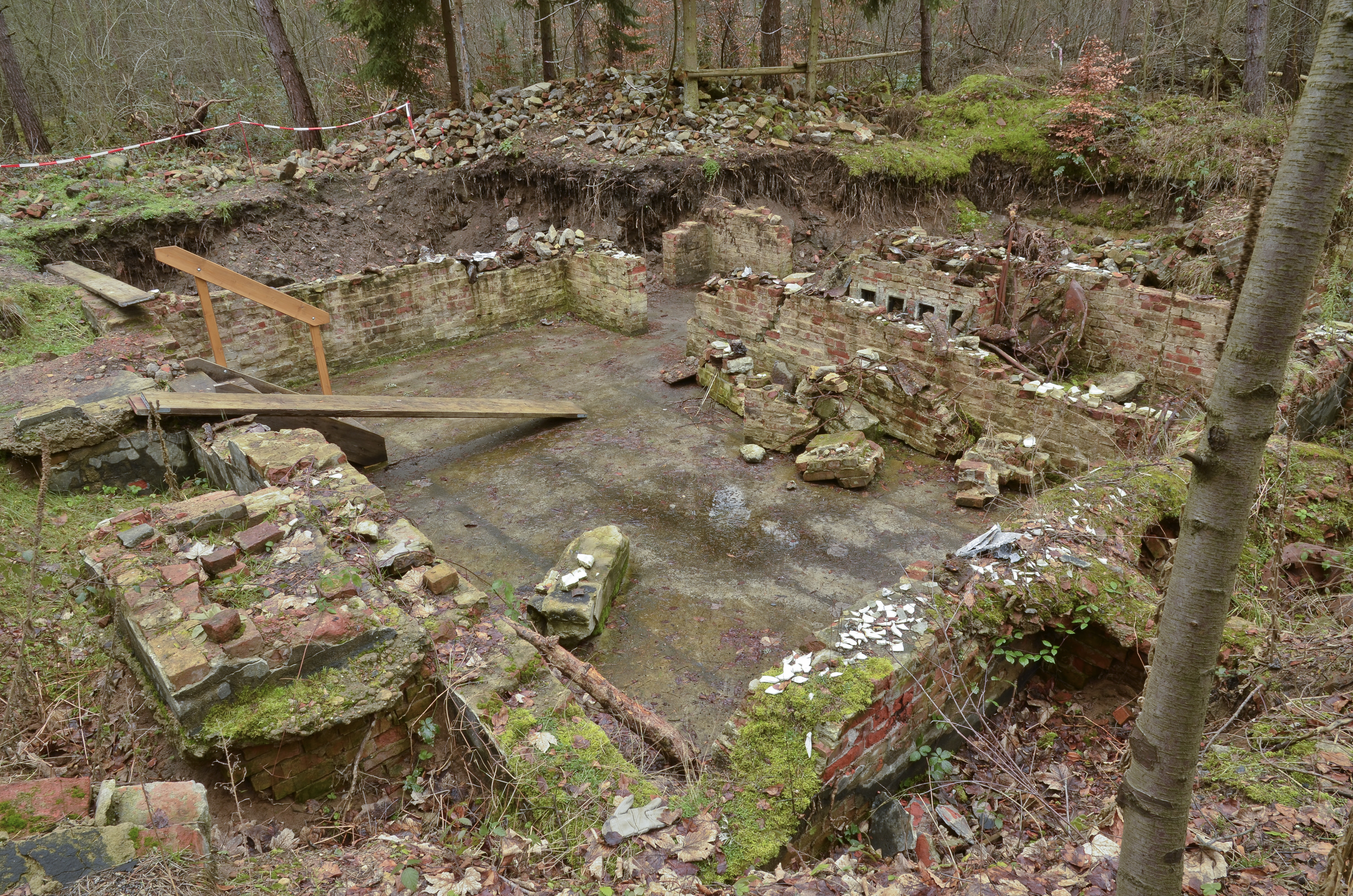
Ausgegrabener ehemaliger Keller der Küchenbaracke

Nach dem Krieg wurde das Lager gesprengt und das Gebiet wieder aufgeforstet. Erst in den 1970er Jahren wurde das Lager wiederentdeckt und ein Gedenkstein gesetzt. Seit 1996 findet eine kontinuierliche und rege Aufarbeitung der Geschichte der KZ-Außenstelle statt. 2000 wurde im Beisein von 19 Überlebenden ein Gedenkpfad durch den Wald eröffnet. Auf mehreren Gedenktafeln wird die Geschichte des Lagers und der inhaftierten Frauen am Beispiel von Einzelschicksalen dargestellt. Zudem ist ein Keller unter der ehemaligen Küchenbaracke freigelegt, in dem Häftlinge zu Tode geprügelt wurden.
Zudem entstand in Walldorf eine zukunftsgerichtete, pädagogische Arbeit – getragen von der Margit-Horváth-Stiftung. Margit Horváth war eine der Überlebenden aus Walldorf. Horvath landete tatsächlich 1974 auf jener Landebahn des Flughafens, an der sie selbst einst mitbauen musste. Frankfurt war für sie als Mädchen – die Zwangsarbeiterinnen waren oft noch Kinder oder Jugendliche – eine Hoffnung, dem Tod in Auschwitz zu entgehen. Ihr Sohn spendete das sogenannte Entschädigungsgeld seiner Mutter an die Stiftung, das fortan den symbolischen Grundstock der Stiftung bildet.
Geschichte und Aufarbeitung der KZ-Außenstelle Walldorf sind auch Thema des Films „Die Rollbahn“ von Malte Rauch, Eva Voosen und Bernhard Türcke (2003).
Nach Wiederentdeckung der Lagergeschichte, Bekanntwerden und Herantreten an die Firma Züblin Ende der 1990er Jahre, auf deren Baustelle die Zwangsarbeiterinnen damals eingesetzt waren und die zumindest für die unmenschliche Verpflegung verantwortlich war, verweigerte sich diese stets einer Wiedergutmachung. Entschädigungszahlungen, ein offizielles Statement der Entschuldigung oder des Bedauerns wurden stets abgelehnt. Seit 1991 in Firmenverbünden ist Züblin aber indirekt am Entschädigungsfonds für NS-Zwangsarbeiter beteiligt.

## Berichte von Zeitzeugen
„Drei Tage waren wir in den Waggons nach Auschwitz: 80 Menschen in einem Waggon. Wir hatten kein Wasser; es war warm. Ein Kübel für uns alle die "Toilette". Als wir ankamen wurden wir rausgejagt. … Wir mussten in einen großen Saal, uns ausziehen; alle Haare wurden abrasiert. Geschoren wurden wir wie die Tiere. Schlimm. Wir waren keine Menschen mehr, nur noch Nummern.“

„Wir waren in Güterwaggons eingesperrt und dort, an einem Seitenplatz (Nebengleis) hat man uns ausgeladen. Auf der Rampe war groß aufgeschrieben Frankfurt am Main. Von dort sind wir weit, weit gegangen, wie weit genau weiß ich nicht mehr, nur, dass es sehr schwer zu gehen war. Wir waren so schwach nach drei Tagen ohne Wasser, ohne Essen, ohne alles.“

„Das Bild, das sich uns bot, war ein schreckliches Theater. Zuerst sahen wir nur riesige Stacheldrahtzäune, weiter hinten ein großes Feuer – von dem wir nicht wussten, was es bedeutet. Männer in Sträflingskleidern kamen und öffneten die Waggons. Innerhalb des Elektrozaunes standen kahlköpfige, zerlumpte, magere, schrecklich anzusehende Mädchen … . Wir konnten uns nicht vorstellen, dass das unsere Angehörigen waren, die einige Tage eher abgeholt worden waren. Sie waren von jeglichem menschlichem Äußeren entblößt … .“

„Die Frauen hatten in der unfreundlichen Jahreszeit dünne Sommerkleider an, die Haare ganz kurz, Zementsäcke umgehängt und die Beine mit Wellpappe umwickelt, mit einer Kordel festgezogen – ein Bild des Elends. Ich habe gesehen, dass sie Erdarbeiten an der Rollbahn verrichtet haben. Ich war entsetzt.“